# Julio César (Shakespeare)

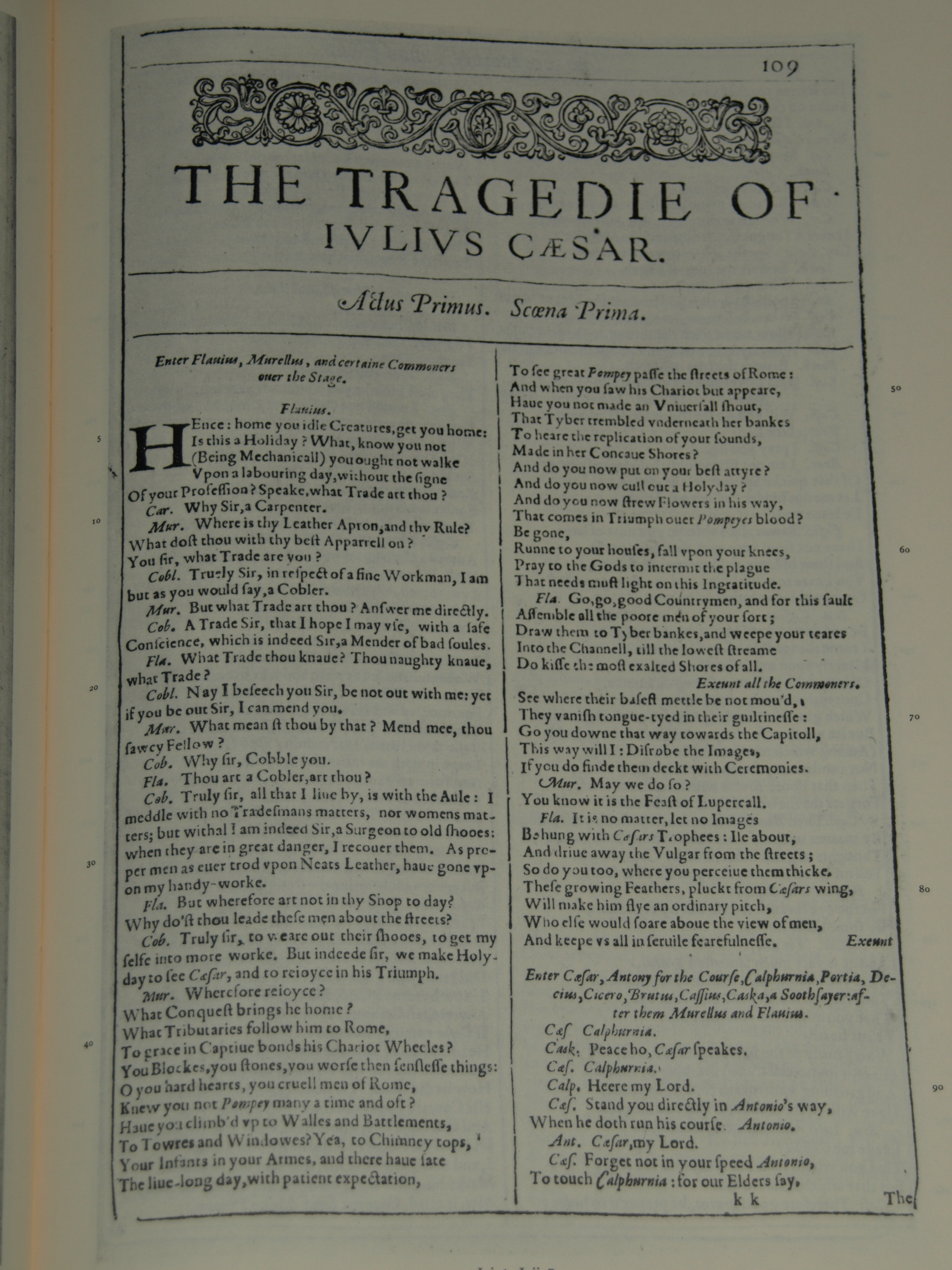
Facsímil de la primera página de Julio César en el First Folio de 1623

La tragedia de Julio César es una obra trágica escrita por William Shakespeare, probablemente en 1599. Recrea la conspiración en contra del dictador romano, su homicidio y sus secuelas, así como su lugar de desarrollo: la antigua Roma. Constituye uno de los varios trabajos shakespearianos basados en hechos históricos. 
A diferencia de muchos personajes principales en otras obras del género (e.j. Hamlet, Enrique V), César no es el centro de la acción, apareciendo tan solo en tres escenas, y muriendo al comienzo del tercer acto.
La figura más relevante de la historia es Bruto, y la trama gira en torno a la lucha psicológica entre las demandas en conflicto sobre el honor, el patriotismo y la amistad. 
La gran mayoría de los críticos e historiadores de Shakespeare concuerdan en que la obra refleja la ansiedad general de Inglaterra a causa de los temores sobre la sucesión del liderazgo.
En el momento de su creación y primera representación, la reina Isabel I, una  monarca fuerte, se encontraba desgastada y se había negado a nombrar a un sucesor, llevando a entrever una posible guerra civil, similar a aquella que se levantó en Roma tras la muerte de su dictador Julio César.

## Argumento
Marco Bruto da paso libre para unirse a un grupo de senadores conspiradores, bajo la creciente sospecha de que el mandatario intentaba convertir a la república romana en una monarquía bajo su poder.
Lecturas tradicionales de la obra sostienen que Casio y los otros conspiradores están motivados por la envidia y la ambición, mientras que Bruto es incentivado por causas de honor y de lealtad a la patria. Otros sugieren que el texto muestra que Bruto no esta menos impulsado por la envidia y la adulación que el resto. Uno de los pilares centrales de esta obra, es que sus personajes se resisten a ser categorizados como simples héroes o villanos.
Las primeras escenas tratan, principalmente, de las discusiones entre Bruto con Casio, y de la lucha con su propia conciencia. La marea creciente del apoyo público pone a Bruto en contra de César. Un adivino le advierte a este último que "se cuide de los idus de marzo", lo que él ignora, terminando en su asesinato en el Capitolio, a manos de los conspiradores, ese mismo día. 
La muerte de César es quizás la parte más famosa de toda la obra. Dejando de lado los presagios del adivino, así como las premoniciones de su propia esposa, César es sorprendido en el senado por los conspiradores. Luego de intercambiar algunas palabras, Casca lo apuñala en la nuca, y los otros le secundan en la acción, terminando por Bruto. César dice en ese momento: Tu quoque, fili mi?, lo cual se traduce en "¿Tú también, hijo mío?". Shakespeare añadió: "Entonces, caiga César", ciertamente sugiriendo que aquel no quería sobrevivir a tal acto de traición. Los conspiradores, por su parte, alegan en su defensa, que el motivo que generó su proceder fue Roma y no sus propios intereses. Una vez muerto el líder, sin embargo, otro personaje aparece en primer plano como un devoto y mejor amigo de César, Marco Antonio, quien, al pronunciar un discurso sobre el cadáver—el  tantas veces citado Amigos, romanos, compatriotas, prestadme vuestros oídos... — hábilmente vuelve a la opinión pública en contra de los homicidas, al hablar en un tono más personal sobre su posición, más que la táctica racional que Bruto emplea en sus parlamentos. Marco Antonio despierta a la multitud para expulsar de Roma a los traidores. 
El comienzo del cuarto acto se encuentra señalado por una riña, en la que Bruto ataca a Casio por ensuciar el noble suceso del regicidio, aceptando sobornos ("¿No derramó su sangre el noble Julio por una causa justa? / ¿Qué villano tocó su cuerpo, que lo apuñaló, / y no por la justicia?", IV.iii). Los dos se reconcilian, pero ni bien se preparan para la guerra con Marco Antonio y el sobrino nieto de César, Octavio, el fantasma del asesinado se le aparece a Bruto con un advertencia de derrota ("Tu debes verme en el Filipo ", IV.iii). Las cosas empeoran para los conspiradores durante la batalla; tanto Bruto como Casio prefieren suicidarse antes que ser capturados. 
La representación termina con un homenaje a Bruto, que sería recordado como "el más noble de todos los romanos" (V.v) e insinúa la fricción entre Marco Antonio y Octavio, que caracterizará a otra de las obras romanas de Shakespeare: Antonio y Cleopatra.'

## Texto de la obra
Julio César (título original de la obra en latín Julius Caesar) fue publicada por primera vez en la compilación First Folio (1623) de John Heminges y Henry Condell. El texto  destaca por su calidad y consistencia,  llevando a los académicos a pensar generalmente que fue redactado a partir de apuntes teatrales. Su fuente principal es la traducción al inglés de las Vidas paralelas de Plutarco (en especial las de Bruto y Dion de Siracusa) llevada a cabo por su contemporáneo Tomas North. Shakespeare, sin embargo, comprime la cronología de los hechos para lograr mayor efecto dramático.

## Personajes
- Julio César
- Octavio, Marco Antonio, Lépido (Triunviros tras la muerte de Julio César)
- Cicerón, Publio, Popilio Lena – Senadores
- Casio (Cayo Casio Longino), Casca (Publio Servilio Casca), Trebonio (Cayo Trebonio), Ligario (Quinto Ligario),  Decio Bruto (Décimo Junio Bruto Albino), Tilio Cimbro (Lucio Tilio Cimbro), Cinna (Lucio Cornelio Cinna) – Conspiradores contra Julio César
- Flavio y Marullo –Tribunales
- Artemidoro – un sofista de Cnidos
- Un adivino
- Cinna – un poeta
- Otro poeta
- Lucilio, Titinio, Messala, joven Catón, Volumnio, – amigos de Bruto y Casio
- Varro, Clito, Claudio, Strato, Lucio, Dardanio – Sirvientes de Bruto
- Píndaro – Sirviente de Casio
- Calpurnia– esposa de César
- Porcia– esposa de Bruto
- Bruto– mejor amigo de César

## Representación cinematográfica
- Julio César (1950), con Harold Tasker como Julio César.
- Julio César (1953), con Marlon Brando en el papel de Antonio, James Mason en el de Bruto y Louis Calhern en el de Julio César.
- Julio César (1970), con Charlton Heston como Antonio
- Blackadder el Tercero (la obra de "Julio César" es vista por Blackadder y el príncipe regente), (1985)

## Grandes puestas en escena
- 1599: Un viajero suizo en Londres, Thomas Platter, registró el haber visto una representación de la obra Julio César, el 21 de septiembre, quizás la que fuera la producción original de Shakespeare. También describió a los actores brincando y bailando al final de la obra, una convención del teatro isabelino.

- 1926: De lejos la más elaborada representación de la obra fue interpretada para el Fondo de Actores de América con fines benéficos, en Hollywood. Se presentó al dictador romano montado sobre cuatro caballos blancos, y con unos efectos especiales como parte de la coreografía. El evento tenía la intención de apoyar la situación laboral en ayuda a los actores desempleados: trescientos gladiadores aparecían en la pista de la escena, sin ser caracterizados como en la obra del dramaturgo; un número similar de chicas bailaban como cautivas de César, y un total de tres mil soldados formaban parte en las secuencias de batalla.

- 1937: La famosa producción de Orson Welles en el Mercury Theatre dio de que hablar debido a que el director vistió a sus protagonistas con uniformes que recordaban a los tiempos fascistas de Italia, y al nazismo alemán, además de establecer una analogía entre César y Benito Mussolini. Las opiniones varían dependiendo del valor de la producción resultante: algunos ven al crudo y despiadado guion de Welles (la duración era de unos noventa minutos, sin contar un descanso, muchos personajes fueron eliminados, el diálogo fue recortado y prestado de otras obras teatrales, y los dos últimos actos fueron reducidos a una simple escena) como una forma moderna e innovadora de poner fin a muchos elementos irrelevantes de la historia de Shakespeare. Otros pensaron que la versión de Welles había destrozado y lobotomizado la tragedia del dramaturgo, quitándole su profundidad psicológica.

Muchos coincidieron en que la producción se ajustaba a Welles más que a Shakespeare. No obstante, las innovaciones de Welles han sido el punto de partida de muchas representaciones modernas subsiguientes, que han puesto de relieve la caída de César con el desavatar de numerosos gobiernos a lo largo del siglo XX.
En cuanto a las representaciones en español, la obra se ha montado en varias ocasiones en el Festival de Teatro Clásico de Mérida: En 1955, con Francisco Rabal, Mary Carrillo, Nuria Espert y Manuel Dicenta; en 1964, con Javier Escrivá, José María Rodero, José Sacristán y María José Goyanes; en 1976, en versión de Juan Antonio Hormigón y con interpretación de Guillermo Marín (Julio César), Pablo Sanz (Bruto), Javier Loyola (Marco Antonio), Miguel Palenzuela (Casio), Gemma Cuervo (Porcia) y Ana María Barbany (Calpurnia) y en 1996 con Roberto Quintana, Antonio Morales. Además, se representó en el Teatro María Guerrero de Madrid en 1988, en versión de Manuel Vázquez Montalbán, dirigida por Lluís Pasqual y protagonizada por Emilio Gutiérrez Caba, Fernando Guillén Cuervo, Mercedes Sampietro, Antonio Iranzo, Cesáreo Estebanez, Walter Vidarte, Juan José Otegui y Carlos Hipólito y en el Festival Internacional de Teatro Clásico de Almagro en 1999, dirigida por Manuel Canseco e interpretada por Juan Gea, Juan Calot, Miguel del Arco, José Luis Martínez y Roberto Quintana. En 2014 se repuso en el Teatro Bellas Artes de Madrid, con Mario Gas (Julio César), Sergio Peris-Mencheta (Marco Antonio) y Tristán Ulloa (Bruto).

## Parodias
El dúo cómico canadiense Wayne y Shuster parodió a Julio César en su sketch de 1958, Enjuaga la sangre de mi toga. Flavius Maximus, el romano privado I, es contratado por Bruto para investigar la muerte de César. El procedimiento policíaco combina a Shakespeare, Dragnet, con zarzuelas cómicas, en una van primiere en el Ed Sullivan Show. the blood.cfm (enlace roto disponible en Internet Archive; véase el historial, la primera versión y la última).